# Dolce
Obec Dolce (německy Dolzen) se nachází 5 km jihovýchodně od Přeštic v okrese Plzeň-jih, kraj Plzeňský. Žije zde 292 obyvatel.

## Historie
První písemná zmínka o obci pochází z roku 1379. V roce 1554 patřila z větší části Václavovi Švihovskému z Rýzmberka, který ji postoupil Heraltovi Kavkovi Říčanskému. Menší část obce patřila Janu Horšickému z Horšic. Tato část v roce 1606 přešla z jeho synů Adama, Václava a Viléma Nebílovských z Drahobuzi na Bedřicha Švihovského z Rýzmberka a manželku Johanku na Přešticích k příchovickému statku. Větší část vsi prodal v roce 1568 Heralt Kavka Říčanský Šebestianovi z Říčan na Přestavlcích, ten ji v roce 1572 prodal Janovi Chlumčanskému z Přestavlk a na Újezdě. Po jeho smrti připadl majetek jeho synovi Jindřichovi Chlumčanskému na Radkovicích pod Skalou, jeho dcery Alžběta a Kateřina prodaly Dolce Bedřichovi Švihovskému z Rýzmberka a ze Švihova. V roce 1600 prodala Johanka Švihovská obec Jáchymovi Loubskému z Lub a na Řenčích. Obec byla připojena k dolnolukavickému panství, při kterém zůstala.

## Památky
- Kaple sv. Antonína Paduánského - neogotická stavba v obci
- Pomník padlým v obou světových válkách
- Nedaleko obce je vrch Jindřín, na kterém bylo nalezeno pravěké hradiště.[4]

## Rodáci
- Otto Peters (1882–1952), malíř, portrétista prominentů

## Galerie

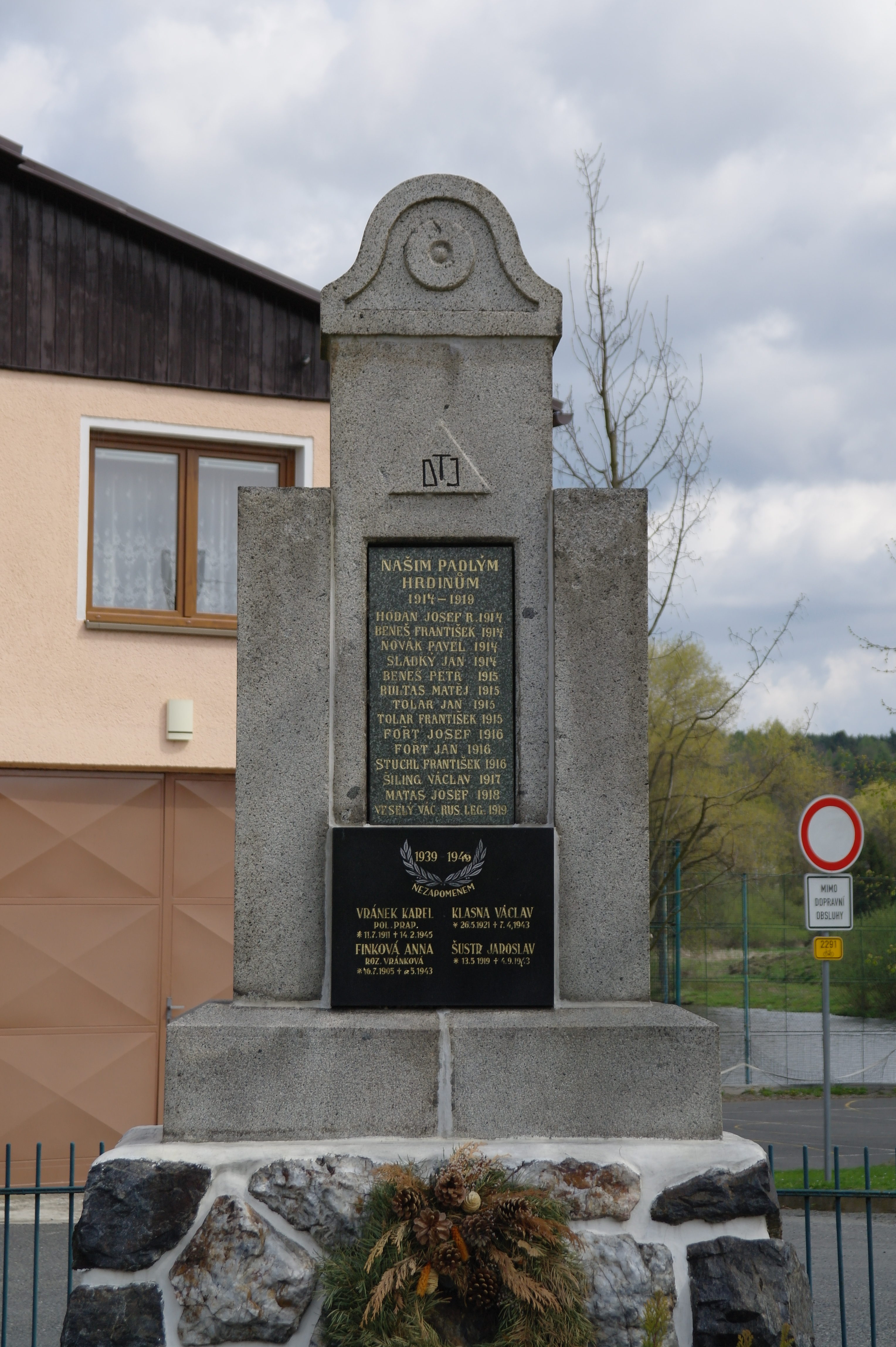
Pomník padlým
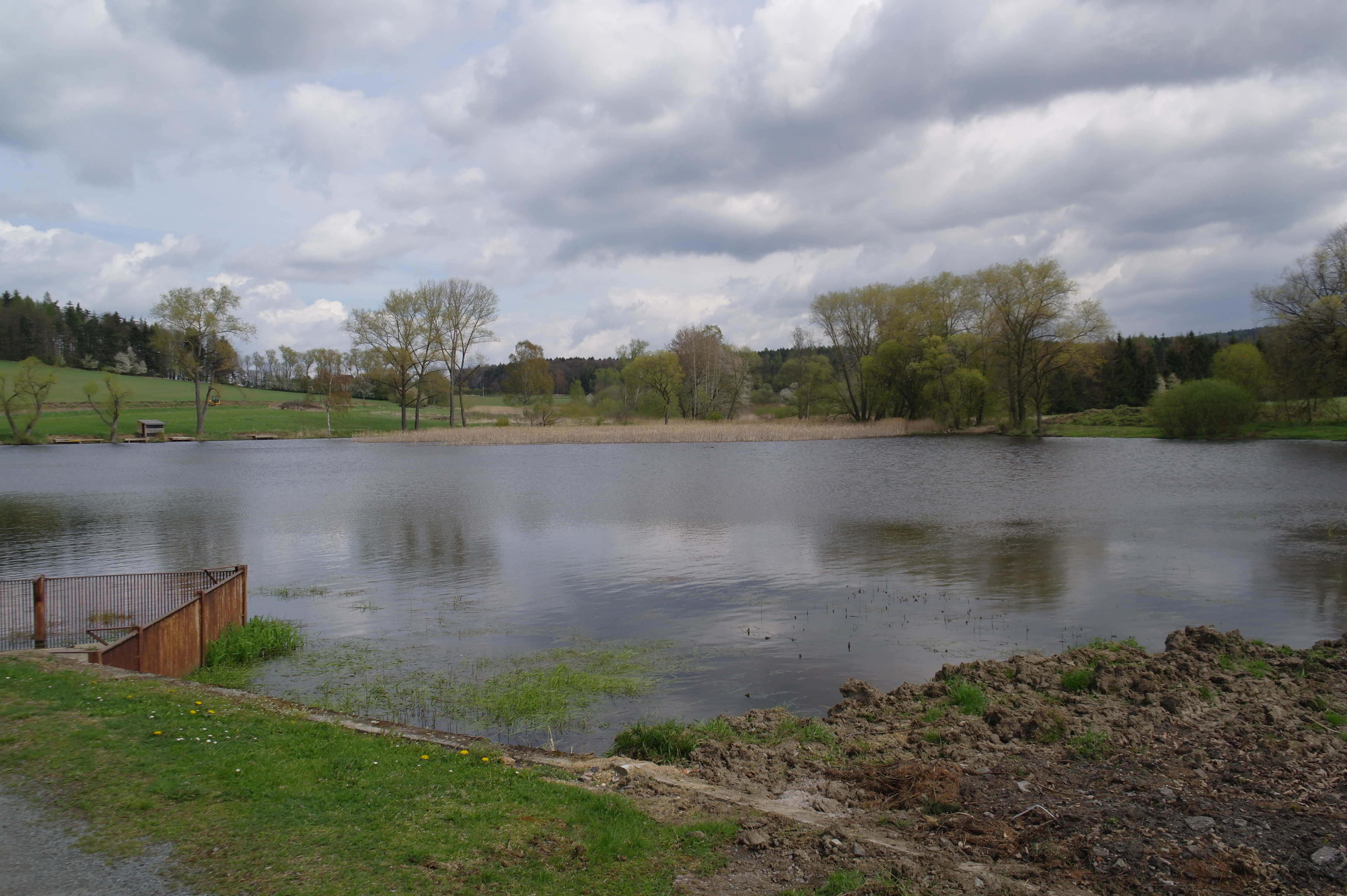
Rybník
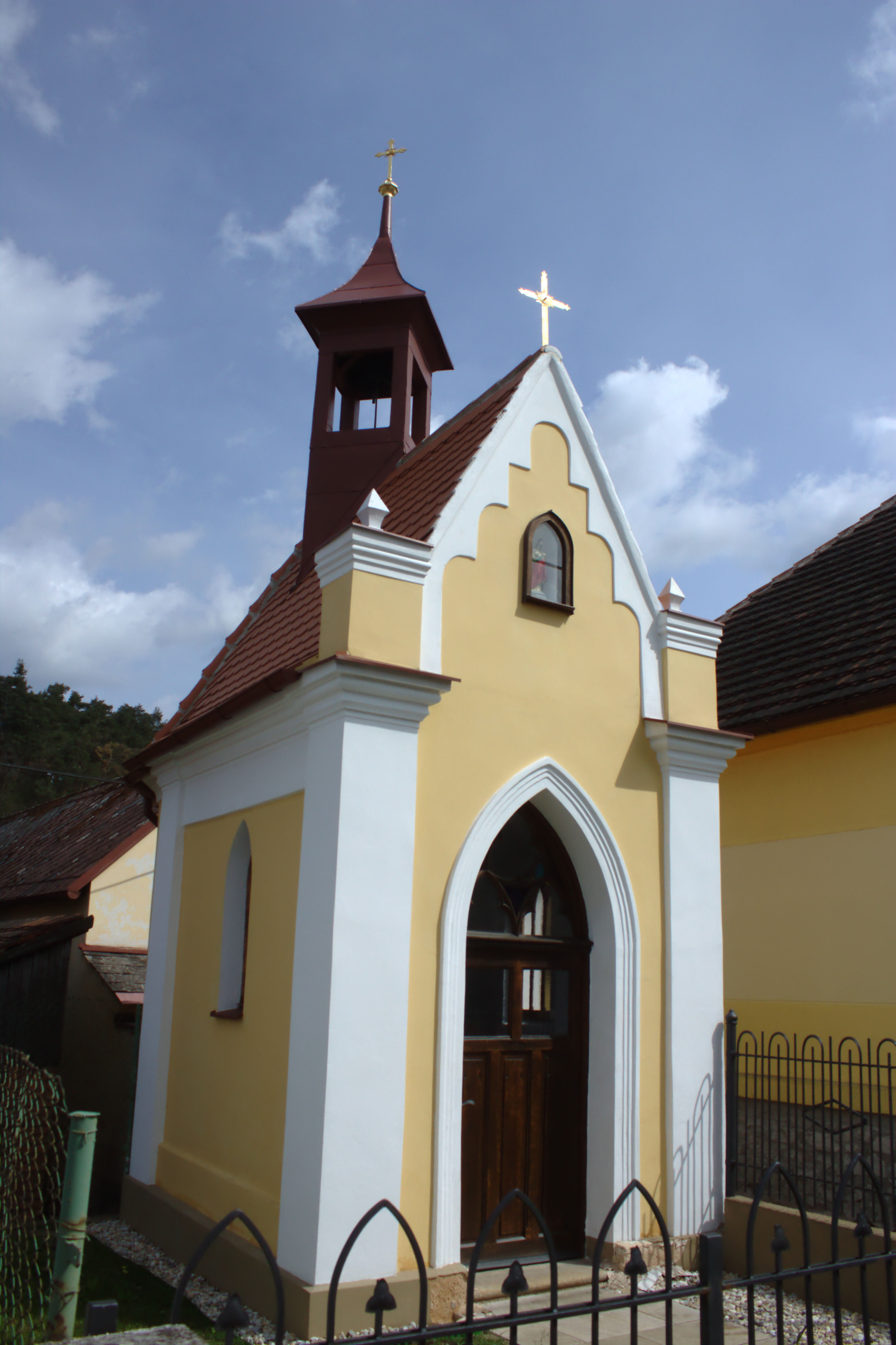
Kaplička na návsi
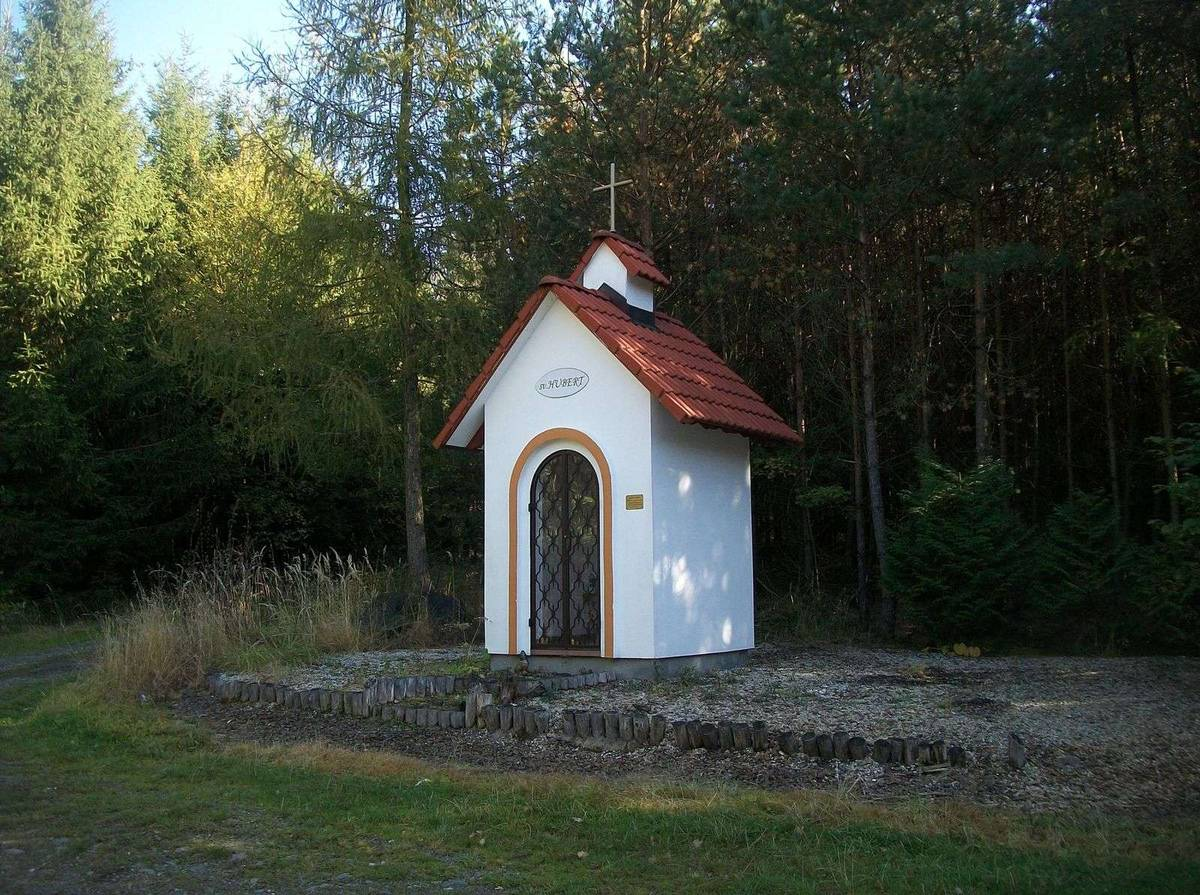
Kaplička svatého Huberta
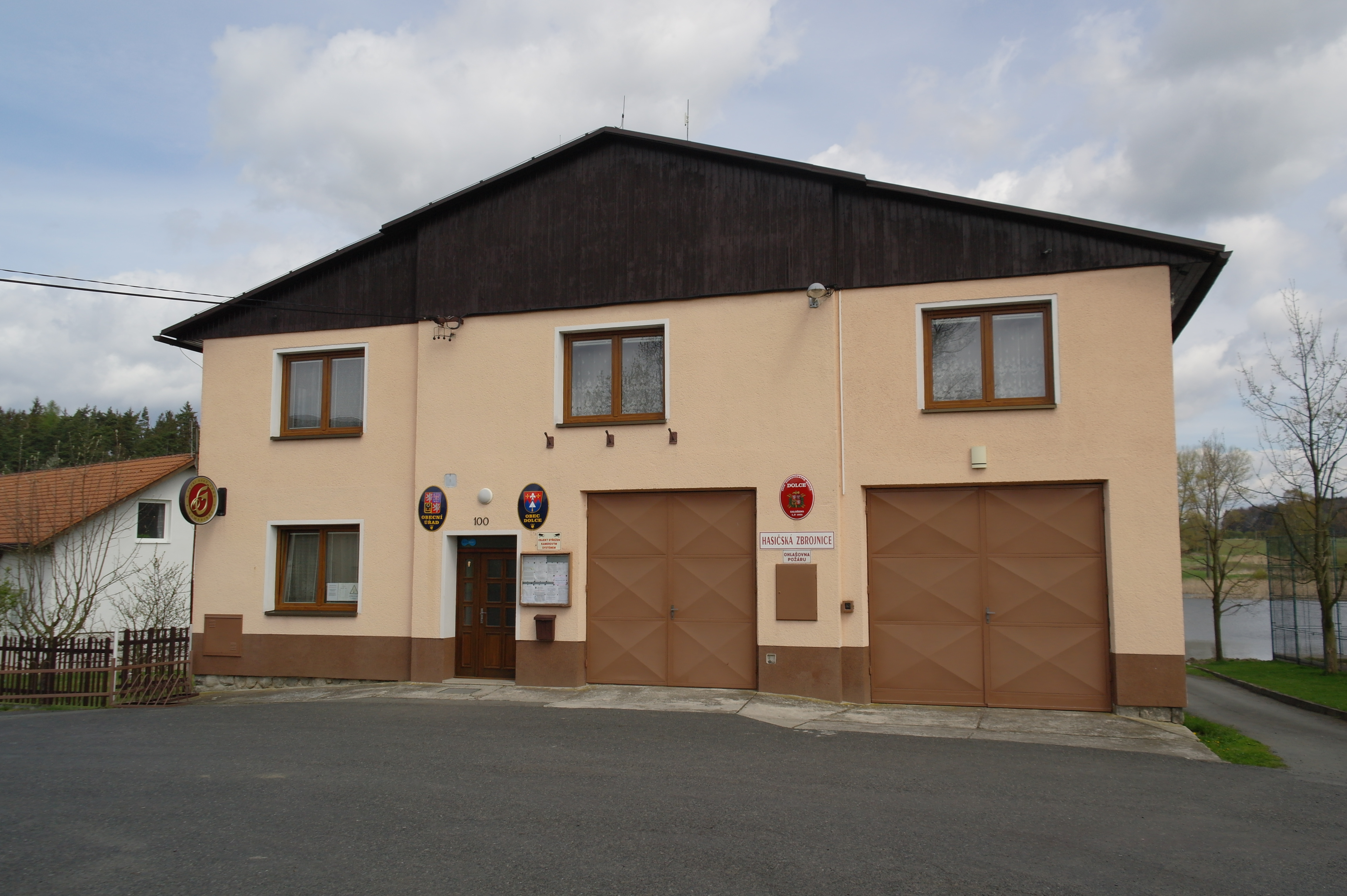
Obecní úřad a hasičská zbrojnice